# Bitka pri San Jacintu
Bitka pri San Jacintu (špansko Batalla de San Jacinto), ki je potekala 21. aprila 1836 v današnjih krajih La Porte in Deer Park v Teksasu, je bila zadnja in odločilna bitka teksaške revolucije. Teksašanska vojska, ki jo je vodil general Sam Houston, se je spopadla in premagala mehiško vojsko generala Antonia Lópeza de Santa Anne v boju, ki je trajal le 18 minut. Podroben, iz prve roke napisan opis bitke je napisal general Houston iz štaba teksaške vojske v San Jacintu 25. aprila 1836. Sledile so številne sekundarne analize in interpretacije.
General Santa Anna, predsednik Mehike in general Martín Perfecto de Cos sta med bitko pobegnila. Santa Anna je bil ujet naslednji dan, 22. aprila, Cos pa 24. aprila. Potem, ko je bil približno tri tedne vojni ujetnik, je Santa Anna podpisal mirovno pogodbo (v bistvu dve pogodbi, javno in privatno), ki je določala, da mora mehiška vojska zapustiti regijo, kar je odprlo pot Republiki Teksas, da postane neodvisna država. Ti pogodbi nista nujno priznale Teksasa kot suverene države, ampak sta določali, da mora Santa Anna lobirati za takšno priznanje v Ciudad de Méxicu. Sam Houston je postal nacionalna zvezda, teksaški bojni vzkliki iz dogodkov vojne, "Spomnite se Alama" in "Spomnite se Goliada", pa so se vtisnili v teksaško zgodovino in legendo.

## Invazija Santa Anne in teksaški umik
Po teksaškem uporu in izgonu mehiških vojaških sil iz Teksasa, je Santa Anna decembra 1835 vodil iz Mehike ti. operativno vojsko za ponovno osvojitev Teksasa. 
11. marca je Santa Anna poslal eno kolono vojakov, da se pridruži Urrei z navodili, naj se premaknejo v Brazorio, ko bodo Fanninovi možje nevtralizirani. Drugi sklop 700 vojakov pod generalom Antoniom Gaono bi napredoval po Caminu Realu do Mine in nato do Nacogdochesa. General Joaquín Ramírez y Sesma bi v San Felipe pripeljal dodatnih 700 mož. Mehiške kolone so se tako premikale proti severovzhodu po približno vzporednih poteh, ločenih za 40–50 km.
Istega dne, ko so mehiške čete zapustile Béxar, je Houston prispel v Gonzales in 374 zbranim prostovoljcem (nekateri brez orožja) sporočil, da je Teksas zdaj neodvisna republika. Tik po 23. uri 13. marca sta Susanna Dickinson in Joe prinesla novico, da je bila |posadka Alama poražena in da mehiška vojska napreduje proti teksaškim naseljem. Hitro sklican vojni svet je glasoval za evakuacijo območja in umik. Evakuacija se je začela ob polnoči in potekala tako hitro, da se mnogi teksaški izvidniki niso zavedali, da se je vojska premaknila. Vse, kar ni bilo mogoče odnesti, je bilo sežgano, edina dva topova vojske pa sta bila vržena v reko Guadalupe. Ko je Ramírez y Sesma 14. marca zjutraj prispel v Gonzales, je našel stavbe, ki so še vedno tlele.
Večina državljanov je bežala peš, mnogi so nosili svoje majhne otroke. Konjeniška četa pod vodstvom Seguína in Salvadorja Floresa je bila dodeljena kot zadnja straža za evakuacijo bolj izoliranih rančev in zaščito civilistov pred napadi mehiških čet ali Indijancev. Bolj, ko se je vojska umikala, več civilistov se je pridružilo begu. Za obe vojski in civiliste je bil tempo počasen; močni dežji so poplavili reke in ceste spremenili v blatne jame.
Ko se je razširila novica o padcu Alama, so se vrste prostovoljcev povečale in 19. marca dosegle približno 1.400 mož. Houston je 20. marca izvedel za Fanninov poraz in spoznal, da je njegova vojska zadnje upanje za neodvisen Teksas. Ker je bil zaskrbljen, da bo njegova slabo usposobljena in nedisciplinirana sila dobra le za eno bitk in ker se je zavedal, da bi Urrejeve sile zlahka obkolile njegove može, se je Houston še naprej izogibal spopadu, na veliko nezadovoljstvo svojih čet. Do 28. marca se je teksaška vojska umaknila 120 km čez reki Navidad in Colorado. Mnogi vojaki so dezertirali; tisti, ki so ostali, so godrnjali, da je njihov poveljnik strahopetec.
31. marca je Houston ustavil svoje može pri Groce's Landingu, približno 15 km severno od San Felipeja. Dve četi, ki se nista hoteli umakniti dlje od San Felipeja, sta bili dodeljeni za varovanje prehodov na reki Brazos. Naslednja dva tedna so se Teksašani spočili, si opomogli od bolezni in prvič začeli vaditi vojaške vaje. Medtem sta iz Cincinnatija prispela dva topova, znana kot "Dvojčici Ohio". Začasni minister za vojno Thomas Rusk se je pridružil taboru z Burnetovimi ukazi, naj zamenja Houstona, če ta zavrne boj. Houston je hitro prepričal Ruska, da so njegovi načrti zanesljivi. Državni sekretar Samuel P. Carson je Houstonu svetoval, naj se še naprej umika vse do reke Sabine, kjer bi se verjetno zbralo več prostovoljcev iz Združenih držav in omogočilo vojski protinapad. Nezadovoljen z vsemi vpletenimi, je Burnet pisal Houstonu: "Sovražnik se vam posmehuje. Morate se boriti proti njim. Ne smete se več umikati. Država pričakuje, da se boste borili. Rešitev države je odvisna od vašega dejanja." Pritožbe v taboru so postale tako močne, da je Houston objavil obvestila, da bo vsak, ki bo poskušal uzurpirati njegov položaj, postavljen pred vojaško sodišče in ustreljen.
Antonio López de Santa Anna in manjša sila sta ostala v Béxarju. Po prejemu novice, da je umrl vršilec dolžnosti predsednika Miguel Barragán, je Santa Anna resno razmišljal o vrnitvi v Ciudad de México, da bi utrdil svoj položaj. Strah, da bi ga Urrejeve zmage postavile kot političnega tekmeca, je prepričal Santa Anno, da ostane v Teksasu in osebno nadzoruje zadnjo fazo kampanje. Odšel je 29. marca, da bi se pridružil Ramírezu y Sesmi, pri čemer je pustil le majhno silo, da drži Béxar. Ob zori 7. aprila je njuna združena sila vkorakala v San Felipe in zajela teksaškega vojaka, ki je Santa Anno obvestil, da se Teksašani nameravajo umakniti še naprej, če bo mehiška vojska prečkala reko Brazos. Ker ni mogel prečkati Brazosa zaradi majhne čete Teksašanov, zabarikadiranih na rečnem prehodu, je 14. aprila frustrirani Santa Anna vodil silo približno 700 vojakov, da bi zajel začasno teksaško vlado. Vladni uradniki so pobegnili le nekaj ur, preden so mehiške čete prispele v Harrisburg, in Santa Anna je poslal polkovnika Juana Almonteja s 50 konjeniki, da jih prestreže v New Washingtonu. Almonte je prispel ravno, ko je Burnet odrinil v čolnu, namenjenem za otok Galveston. Čeprav je bil čoln še vedno v dosegu njihovega orožja, je Almonte ukazal svojim možem, naj zadržijo ogenj, da ne bi ogrozili Burnetove družine.
V tem trenutku je Santa Anna verjel, da je upor v zadnjih vzdihljajih. Teksaška vlada je bila prisiljena zapustiti celino, brez možnosti komunikacije s svojo vojsko, ki ni pokazala zanimanja za boj. Odločil se je blokirati umik teksaške vojske in odločno končati vojno. Almontejevi izvidniki so napačno poročali, da se Houstonova vojska odpravlja proti Lynchburg Crossingu, na Buffalo Bayou, v pripravah na pridružitev vladi v Galvestonu, zato je Santa Anna ukazal požgati Harrisburg in nadaljeval proti Lynchburgu.
Teksaška vojska je nadaljevala svoj pohod proti vzhodu. 16. aprila so prišli do križišča; ena cesta je vodila proti severu proti Nacogdochesu, druga pa v Harrisburg. Brez ukazov Houstona in brez razprave med seboj so čete v ospredju zavzele cesto v Harrisburg. Prispeli so 18. aprila, kmalu po odhodu mehiške vojske. Istega dne sta Deaf Smith in Henry Karnes zajela mehiškega kurirja, ki je nosil obveščevalne podatke o lokacijah in prihodnjih načrtih vseh mehiških čet v Teksasu. Ko je spoznal, da ima Santa Anna le majhno silo in ni daleč, je Houston imel navdušujoč govor svojim možem, jih spodbujal, naj se "spomnijo Alama" in "spomnijo Goliada". Njegova vojska je nato pohitela proti Lynchburgu. Zaradi skrbi, da njegovi možje morda ne bi razlikovali med mehiškimi vojaki in Tejanosi v Seguínovi četi, je Houston prvotno ukazal Seguínu in njegovim možem, naj ostanejo v Harrisburgu, da bi varovali tiste, ki so bili preveč bolni za hitro potovanje. Po glasnih protestih Seguína in Antonio Menchaca je bil ukaz preklican, pod pogojem, da Tejanosi nosijo kos kartona v klobukih, da se identificirajo kot teksaški vojaki.

## Bitka
Območje ob Buffalo Bayou je imelo veliko gostih hrastovih gozdov, ločenih z močvirji. Ta vrsta terena je bila Teksašanem znana in mehiškim vojakom precej tuja. Houstonova vojska, ki je štela 900 mož, je prispela do Lynch's Ferry sredi dopoldneva 20. aprila; Santa Annina 700-članska sila je prispela nekaj ur kasneje. Teksašani so se utaborili v gozdnatem območju ob bregu Buffalo Bayou; čeprav je lokacija nudila dobro kritje in pomagala skriti njihovo polno moč, Teksašanom ni pustila prostora za umik. Kljub protestom več njegovih častnikov se je Santa Anna odločil utaboriti na ranljivi lokaciji, ravnini blizu reke San Jacinto, obdani z gozdom na eni strani, močvirjem in jezerom na drugi. Oba tabora sta bila oddaljena približno 500 yd (460 m), ločena s travnatim območjem z rahlim dvigom na sredini. Polkovnik Pedro Delgado je kasneje zapisal, da je "taborišče, ki ga je izbral Njegova Ekscelenca, v vseh pogledih nasprotovalo vojaškim pravilom. Vsak mladenič bi se odrezal bolje."
V naslednjih nekaj urah sta se zgodila dva kratka spopada. Teksašani so zmagali v prvem, prisilili majhno skupino dragoncev in mehiško artilerijo k umiku. Mehiški dragonci so nato prisilili teksaško konjenico k umiku. V spopadu je bil Rusk, peš, da bi napolnil puško, skoraj zajet s strani mehiških vojakov, vendar ga je rešil novo prispeli teksaški prostovoljec Mirabeau B. Lamar. Kljub Houstonovim ugovorom je veliko pešakov pohitelo na polje. Ko se je teksaška konjenica umikala, je Lamar ostal zadaj, da bi rešil še enega Teksašana, ki je bil vržen s konja; mehiški častniki so "domnevno ploskali" njegovi hrabrosti. Houston je bil jezen, ker je pehota prekršila njegove ukaze in Santa Anni dala boljšo oceno njihove moči; možje so bili enako razburjeni, ker Houston ni dovolil polne bitke.
Skozi noč so mehiške čete utrjevale svoj tabor, ustvarjale doprsne obrambe iz vsega, kar so našle, vključno s sedli in grmovjem. Ob 9. uri 21. aprila je prispel Cos s 540 okrepitvami, s čimer se je mehiška sila povečala na 1.200 mož, kar je preseglo število Teksašanov. Cosovi možje so bili neizkušeni rekruti in neizkušeni vojaki in so neprekinjeno marširali več kot 24 ur, brez počitka in hrane. Ko je jutro minevalo brez teksaškega napada, so mehiški častniki znižali svojo stražo. Popoldne je Santa Anna dovolil Cosovim možem spati; njegove lastne utrujene čete so prav tako izkoristile čas za počitek, jed in kopanje.
Kmalu po prihodu mehiških okrepitev je Houston ukazal Smithu, naj uniči "Vince's Bridge", 5 mi (8,0 km) stran, da bi upočasnil morebitne nadaljnje mehiške okrepitve. Ob 4 p.m. so se Teksačani začeli tiho plaziti skozi visoko travo, vlekoč top za seboj. Teksaški top je izstrelil ob 4:30, s čimer se je začela bitka pri San Jacintu. Po enem samem strelu so Teksačani prekinili vrste in se zgrnili čez mehiške obrambne položaje, da bi se vključili v boj od blizu. Mehiški vojaki so bili popolnoma presenečeni. Santa Anna, Castrillón in Almonte so kričali pogosto nasprotujoče si ukaze, poskušajoč organizirati svoje može v nekakšno obrambo. V 18 minutah so mehiški vojaki zapustili svoj tabor in pobegnili za svoja življenja. Ubijanje je trajalo ure.
Mnogi mehiški vojaki so se umaknili skozi močvirje do jezera Peggy. Teksaški strelci so se postavili na bregove in streljali na vse, kar se je premikalo. Mnogi teksaški častniki, vključno s Houstonom in Ruskom, so poskušali ustaviti pokol, vendar niso mogli pridobiti nadzora nad možmi. Teksačani so še naprej vzklikali "Spomnite se Alama! Spomnite se Goliada!", medtem ko so prestrašeni mehiški pešaki kričali "Jaz ne Alamo!" in prosili za milost brez uspeha. V tem, kar je zgodovinar Davis imenoval "ena najbolj enostranskih zmag v zgodovini", je bilo ubitih 650 mehiških vojakov in 300 ujetih. Enajst Teksačanov je umrlo, 30 drugih, vključno s Houstonom, pa je bilo ranjenih.
Čeprav so bile čete Santa Anne popolnoma poražene, niso predstavljale večine mehiške vojske v Teksasu. Dodatnih 4.000 vojakov je ostalo pod poveljstvom Urree in generala Vicente Filisola. Teksačani so zmagali v bitki zaradi napak, ki jih je storil Santa Anna in Houston se je dobro zavedal, da bi imele njegove čete malo upanja, da bi ponovile svojo zmago proti Urrei ali Filisoli. Ko se je spustila tema, je bila velika skupina ujetnikov pripeljana v tabor. Houston je sprva zamenjal skupino za mehiške okrepitve in zakričal, da je vse izgubljeno.

## Mehiški umik in predaja
Santa Anna je uspešno pobegnil proti "Vince's Bridge". Ko je ugotovil, da je most uničen, se je skril v močvirje in bil ujet naslednji dan. Pripeljan je bil pred Houstona, ki je bil ustreljen v gleženj  in bil tako težje ranjen.  Teksaški vojaki so se zbrali okoli in zahtevali takojšnjo usmrtitev mehiškega generala. Santa Anna je v pogajanjih za svoje življenje predlagal, da bo preostalim mehiškim četam ukaal, naj se umaknejo. V pismu Filisoli, ki je bil zdaj višji mehiški uradnik v Teksasu, je Santa Anna zapisal, da so "včeraj zvečer [imeli] nesrečno srečanje" in svojim četam ukazal, naj se umaknejo v Béxar in počakajo na nadaljnja navodila.

## Zaključek
Urrea je Filisolo pozval, naj nadaljuje kampanjo. Prepričan je bil, da lahko uspešno izzove teksaške čete. Po Hardinu je "Santa Anna Mehiki predstavil eno vojaško katastrofo; Filisola ni želel tvegati še ene." Pomladno deževje je uničilo strelivo in ceste so bile skoraj neprehodne, čete so se pogrezale do kolen v blato. Mehiškim četam je kmalu zmanjkalo hrane in začele so zbolevati za grižo in drugimi boleznimi. Njihove oskrbovalne linije so se popolnoma porušile, kar ni puščalo upanja na nadaljnje okrepitve. Filisola je kasneje zapisal, da "če bi nas sovražnik srečal v teh krutih okoliščinah, na edini cesti, ki je ostala, ni preostalo drugega kot umreti ali se predati po lastni presoji".
Nekaj tednov po San Jacintu se je Santa Anna še naprej pogajal s Houstonom, Ruskom in nato Burnetom. Santa Anna je predlagal dve pogodbi, javno različico obljub med državama in zasebno različico, ki je vključevala osebne dogovore Santa Anne. "Velasco pogodbi" sta zahtevali, da se vse mehiške čete umaknejo južno od Rio Grande in da se vsa zasebna lastnina – šifra za sužnje – spoštuje in vrne. Vojni ujetniki bi bili izpuščeni nepoškodovani, Santa Anna pa bi takoj dobil prehod v Veracruz. Skrivaj je obljubil, da bo prepričal mehiški kongres, naj prizna Republiko Teksas in prizna Rio Grande kot mejo med državama.
Ko je Urrea sredi maja začel marširati proti jugu, so z njim odšle številne družine iz San Patricia, ki so podpirale mehiško vojsko. Ko so teksaške čete prispele v začetku junija, so našle le še 20 družin. Območje okoli San Patricia in Refugia je v letih Republike Teksas doživelo "opazno depopulacijo". Čeprav je pogodba določala, da bosta Urrea in Filisola vrnila vse sužnje, ki so jih njune vojske zaščitile, je Urrea to zavrnil. Mnogi nekdanji sužnji so sledili vojski v Mehiko, kjer so lahko bili svobodni. Do konca maja so mehiške čete prečkale Nueces. Filisola je v celoti pričakoval, da je poraz začasen in da bo sprožena druga kampanja za ponovno osvojitev Teksasa, vendat do tega nikdar ni prišlo in Republika Teksas je postala de facto neodvisna in po ameriško-mehiški vojni priključena k ZDA.